# Грозин, Александр Владимирович
Алекса́ндр Влади́мирович Гро́зин (род. 18 ноября 1996, Талица, Свердловская область, Россия) — профессиональный российский боец смешанных единоборств. Чемпион Open FC в легком весе (2023), экс-претендент на титул AMC Fight Nights. Чемпион Гран-при спортивной лиги «Наше Дело» (1 сентября 2023). Боец спортивной организации АСА (с 2025 года).

## Биография
Александр родился 18 ноября 1996 года в городе Талица Свердловской области. Воспитывался и рос в обычной семье.
С детства интересовался спортом, играл в футбол, позже Грозин начал ходить в секцию по карате, чтобы научиться за себя постоять после уличных проблем. Дальше начал развивать и другие виды спорта и отдался в  секцию по рукопашному бою.
Часто выступал на различных соревнованиях  по всей России, занимал призовые места. В далёкие годы ему было присвоено «КМС» по рукопашному бою.
Принимал участия в боях таких организаций, как RCC, AFC, ACB, был претендентом на титул AMC Fight Nights. В 2023 году стал чемпионом лиги Open FC в легком весе, где завоевал пояс. Позже заключил контракт с поп-ММА промоушеном «Наше Дело».

## Спортивные достижения
- Чемпион лиги Open FC в лёгком весе (2023)[4][22].
- Экс-претендент на титул AMC Fight Nights[6].
- КМС по рукопашному бою[1].
- Мастер спорта по АРБ.
- Чемпион международного Гран-при спортивной лиги «Наше Дело» (1 сентября 2023)[15][7][23].
- Чемпион спортивной лиги «Наше Дело» в лёгком весе (6 декабря 2024)